# Norra Säms socken
Norra Säms socken i Västergötland ingick i Gäsene härad och är sedan 1974 en del av Herrljunga kommun, från 2016 inom Skölvene distrikt.
Socknens areal är 13,17 kvadratkilometer varav 11,49 land. År 1950 fanns här 69 invånare. Sockenkyrka är sedan 1843, då Norra Säms kyrka övergavs och fick förfalla, Skölvene kyrka, som delas med Skölvene socken och ligger i den socknen.

## Administrativ historik
Socknen har medeltida ursprung. Före den 1 januari 1886 (ändring enligt beslut den 17 april 1885) var namnet Säms socken.
Vid kommunreformen 1862 övergick socknens ansvar för de kyrkliga frågorna till Säms församling och för de borgerliga frågorna bildades Säms landskommun. Landskommunen uppgick 1952 i Gäsene landskommun som 1974 uppgick i Herrljunga kommun. Församlingen uppgick 1989 i Skölvene församling som 2010 uppgick i Hudene församling.
1 januari 2016 inrättades distriktet Skölvene, med samma omfattning som Skölvene församling hade 1999/2000 och fick 1989, och vari detta sockenområde ingår.
Socknen har tillhört län, fögderier, tingslag och domsagor enligt vad som beskrivs i artikeln Gäsene härad. De indelta soldaterna tillhörde Älvsborgs regemente, Gäseneds kompani.

## Geografi
Norra Säms socken ligger sydost om Herrljunga kring Sämsjön och dess utflöde Vimleån. Socknen består av mindre odlingsbygder vid sjön och ån och är i övrigt en skogsbygd på forna Svältorna. Sämsjön som är största insjö delas med Alboga, Hovs och Ods socknar.

## Byar och hemman
Norra Säms socken består historiskt av följande byar och enstaka hemman. När en by har flera hemman anges också hemmansnumren.
- Bastorp, by med två hemman (1 Östergården och 2 Västergården).
- Björstorp, enstaka hemman.
- Skogsbo, enstaka hemman.
- Sverkelstorp, ett hemman (1) och en tullkvarn (2).
- Säm, socknens tidigare kyrkby med två hemman (1 Gamlegården och 2 Gunnagården). Norra Säms församling hade egen kyrka till 1843, därefter gemensam med Skölvene församling. Till byn hörde tidigare också Sämsholm.
- Sämsholm, enstaka hemman och säteri.[9][10] Hette tidigare Stora Säm, i jordeboken som Sämsholm från 1683.
- Tångarp, enstaka hemman.
- Vimle, ett hemman (1) och en tullkvarn (2). Huvuddelen av byn Vimle ligger i Skölvene socken.
- Västlycke, enstaka hemman.

## Fornlämningar
En stor hällkista från stenåldern är funna. Från bronsåldern finns ett 20-tal gravrösen. Från järnåldern finns två gravfält.

## Befolkningsutveckling
Befolkningen ökade från 161 1810 till 208 1870 varefter den minskade till 36 1970. Därpå vände den något uppåt till 1980 då statistiken upphör eftersom Norra Säms församling uppgick i Skölvene församling 1989.

## Namnet
Namnet skrevs 1406 Säm och kommer från kyrkbyn. Namnet innehåller sä(r), 'sjö' och hem, 'boplats; gård'.
Vid folkräkningen 1870 skrevs socknen som Säm men namnvarianterna Sämb och Semb fanns också medtagna.